# Antonio Fian

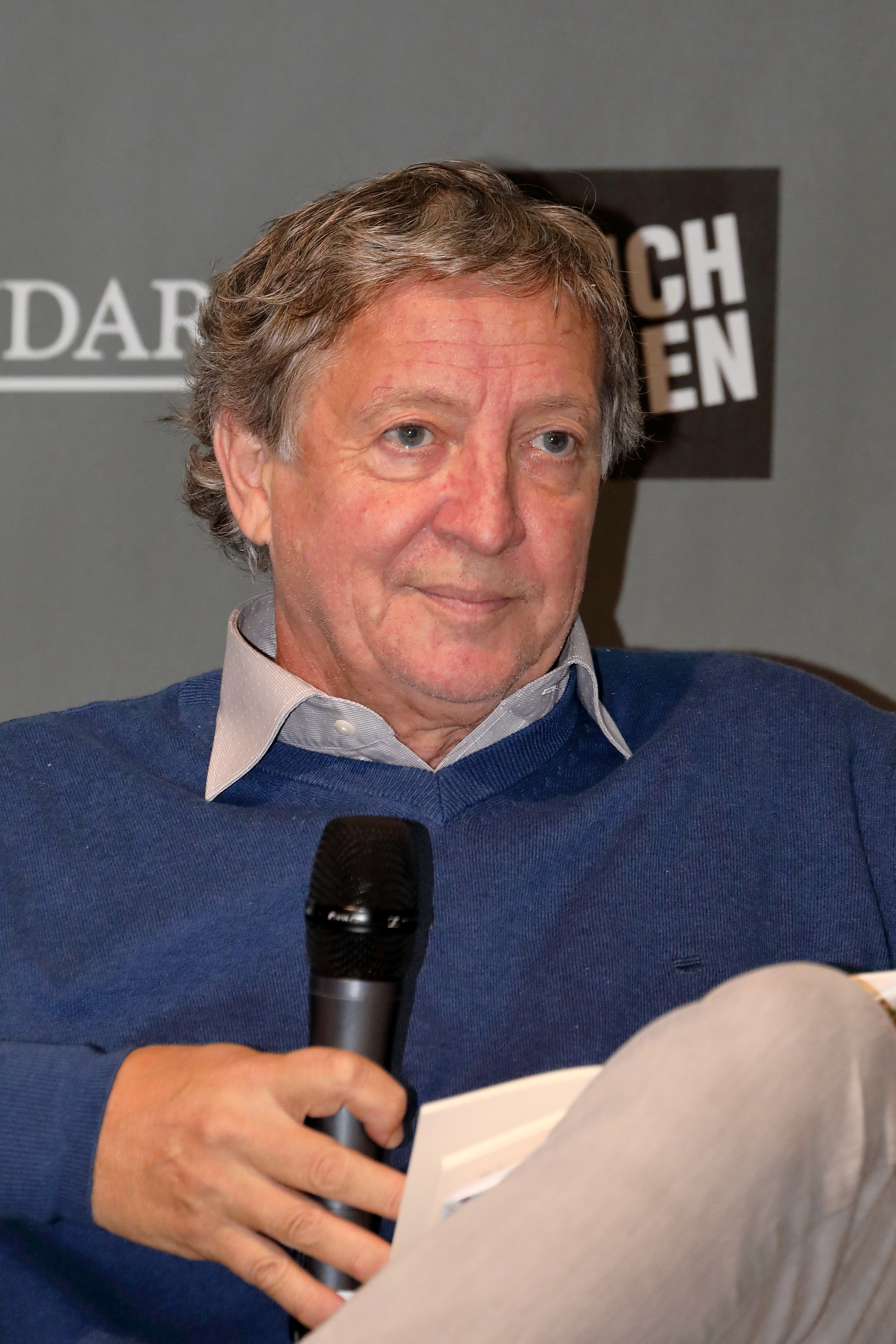
Antonio Fian (2018)

Antonio Fian (* 28. März 1956 in Klagenfurt) ist ein österreichischer Schriftsteller, Essayist und Dramatiker.

## Leben
Aufgewachsen in Spittal an der Drau übersiedelt Antonio Fian 1976 nach Wien. Er war Mitbegründer und von 1976 bis 1983 Herausgeber der Literaturzeitschrift Fettfleck. Fian veröffentlicht in vielen Sparten, ist aber besonders für seine wöchentlich publizierten Dramolette bekannt. Diese erschienen zunächst im Falter und seit Januar 2005 im Standard. Sein literarisches Werk erscheint hauptsächlich im Grazer Literaturverlag Droschl. Fian lebt gemeinsam mit seiner Ehefrau Elsbeth in Wien-Leopoldstadt.
Das Drehbuch zum Spielfilm Glück gehabt (2019) von Peter Payer basiert auf dem Roman Das Polykrates-Syndrom (2014) von Antonio Fian.

## Werke

### Dramolett-Sammelbände
- Was bisher geschah. Dramolette. – Graz, Wien: Droschl 1994.
- Was seither geschah. Dramolette II. – Graz: Droschl 1998.
- Alarm. Dramolette III. – Graz, Wien: Droschl 2002.
- Bohrende Fragen. Dramolette IV. – Graz, Wien: Droschl 2007.
- Man kann nicht alles wissen. Dramolette V. – Graz, Wien: Droschl 2011.
- Schwimmunterricht. Dramolette VI. – Graz, Wien: Droschl 2016.
- Wurstfragen. Dramolette VII. – Graz, Wien: Droschl 2022.

### Romane
- Schratt. Roman. – Graz, Wien: Droschl 1992.
- Das Polykrates-Syndrom. Literaturverlag Droschl, 2014, ISBN 978-3-85420-938-6

### Comics
- Der Alpenförster. Aufwühlende Bilderzählungen über Liebesgewalt, Herzenstreue und Schicksalsmacht. Zeichner: Hansi Linthaler. – Frankfurt am Main: Eichborn 1987, ISBN 3-8218-0408-4

### Erzählungen
- Einöde. Außen, Tag. Erzählungen. – Graz, Wien: Droschl 1987.
- Schreibtische österreichischer Autoren. Erzählungen. Photographien. Mit Nikolaus Korab. – Graz, Wien: Droschl 1987.
- Helden, Ich-Erzähler. Sieben Beispiele. Erzählungen. – Graz, Wien: Droschl 1990.
- Bis jetzt. Erzählungen. – Graz, Wien: Droschl 2004.
- Im Schlaf. Erzählungen nach Träumen. – Graz, Wien: Droschl 2009.
- Nachrichten aus einem toten Hochhaus. Erzählungen. – Graz: Droschl 2020, ISBN 978-3-99059-059-1.

### Theater
- Die Büchermacher. Regie: Christian Ankowitsch. Bühnenbild: Ursula Hübner. Besetzung: Tex Rubinowitz, Christoph Winder, Lukas Resetarits. Wien: Remise Engerthstraße, 11. Dezember 1992.
- Peymann oder Der Triumph des Widerstands. Regie: Christian Ankowitsch. Bühnenbild: Ursula Hübner. Besetzung: Josef Hader, Tex Rubinowitz, Franz Schuh, Amina Handke. Wien: Theater im Künstlerhaus, 1992.
- Bussi, Kant oder Der Rückfalltäter. Regie: Christian Ankowitsch. Bühnenbearb.: Martina Winkel. Bühnenbild: Ursula Hübner. Besetzung: Tex Rubinowitz, Babett Arens. Co-Produktion: Kulturverein Perchtoldsdorfer Kreis. Wien: Remise (Wiener Festwochen), 1994.
- Ermittlungen, Ergebnisse. Regie: Bernd Jeschek. Salzburg: Mozarteum, 1996.
- Alarm. Regie: Christian Ankowitsch. Bühnenbild: Ursula Hübner. Co-Produktion: Kulturverein Perchtoldsdorfer Kreis. Besetzung: Josef Hader, Tex Rubinowitz, Franz Schuh, Doron Rabinovici. Wien: Theater im Künstlerhaus, 1999.
- Tod auf dem Mond – Libretto für eine Blutoper. Regie: Kristine Tornquist. Wien: sirene Operntheater und Tiroler Landestheater 2007[4]
- Hennir. Regie: Hanspeter Horner. Mit Isabel Karajan, Bruno Ganz, Gerhard Gruber. Wien: Theater Nestroyhof Hamakom, 2009.
- Axi – Libretto für eine komische Kurzoper. Regie: Kristine Tornquist. Wien: sirene Operntheater und Wien Modern 2013[5]
- Amerika oder die Infektion – Libretto für eine komische Oper. Regie: Kristine Tornquist. Wien: sirene Operntheater 2020[6]
- Das Kirchlein von Tauern – Singspiel nach einer Kärntner Sage. Regie: Wolfgang Stahl und Jury Everhartz. Ossiach: Carinthischer Sommer 2023[7]

### Hörspiele
- Blöde Kaffern, dunkler Erdteil. Mit Werner Kofler. Regie: Hans Gerd Krogmann. ORF Wien, RB, 1. Dezember 1987.
- Der Erlöser. Mit Werner Kofler. Regie: Hans Gerd Krogmann. ORF Wien, HR, 18. Mai 1989.

### Essaybände
- Es gibt ein Sehen nach dem Blick. Aufsätze. – Graz, Wien: Droschl, 1989.
- Hölle, verlorenes Paradies. Aufsätze und Polemiken. – Graz, Wien: Droschl 1996.

### Weitere Publikationen
- 3 Stück Österreich. Mit Elisabeth Reichart, Bodo Hell. – Salzburg: edition eizenbergerhof/edition prolit 1996.
- Lieselotte. Regie: Johannes Fabrick. Wega Film, Wien, 1998[8]
- Üble Inhalte in niedrigen Formen. Gedichte. – Wien, Graz: Droschl 2000.
- Tod auf dem Mond. für das sirene Operntheater 2007.
- Mach es wie die Eieruhr [Gedichte]. – Wien, Graz: Droschl 2018, ISBN 978-3-99059-011-9.
- Präsidentenlieder. Gedichte, Droschl, Graz 2023, ISBN 978-3-99059-142-0.

## Auszeichnungen
- 1980: Nachwuchsstipendium des Bundesministeriums für Unterricht und Kunst für Literatur[2]
- 1985: Staatsstipendium des Bundesministeriums für Unterricht und Kunst für Literatur[2]
- 1988: Förderungspreis der Stadt Wien für Literatur[2]
- 1990: Österreichischer Staatspreis des Bundesministeriums für Unterricht und Kunst für Kulturpublizistik[2]
- 1992: Förderungspreis des Landes Kärnten für Literatur[2]
- 1994: Förderpreis zum Hans-Erich-Nossack-Preis[2]
- 1996/97: Projektstipendium des Bundesministeriums für Wissenschaft, Verkehr und Kunst[2]
- 2001: Österreichischer Förderungspreis für Literatur
- 2004: Förderpreis zum Lessing-Preis für Kritik[2]
- 2009: Johann-Beer-Literaturpreis der Oberösterreichischen Ärztekammer und der Deutschen Bank[2]
- 2014: Humbert-Fink-Literaturpreis der Stadt Klagenfurt[2]
- 2014: Longlist beim Deutschen Buchpreis mit Das Polykrates-Syndrom[9]
- 2018: Reinhard-Priessnitz-Preis[10]